# Musée des Beaux-Arts (Marseille)

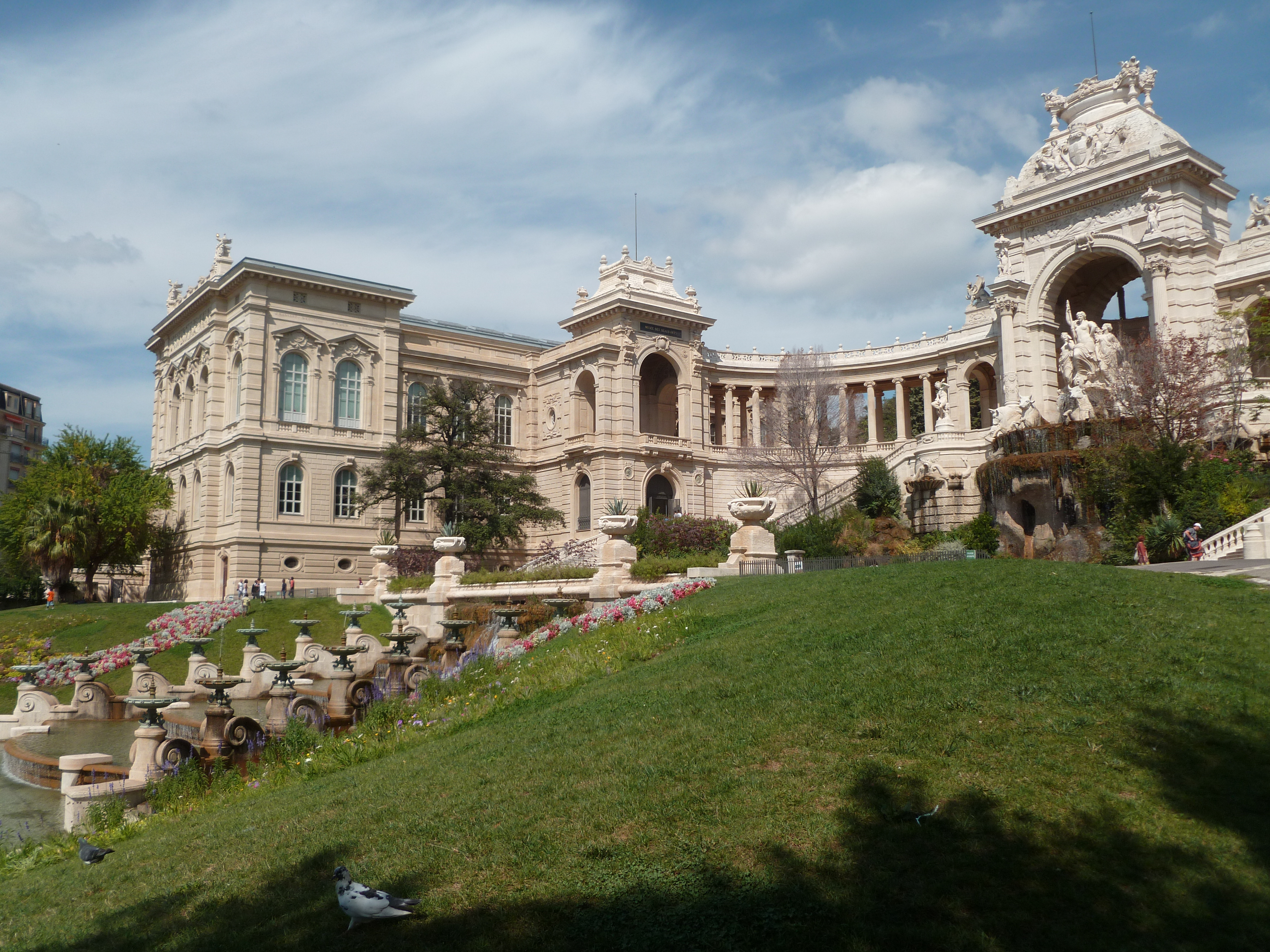
Gebäudeflügel des Musée des Beaux-Arts im Palais Longchamp

Das Musée des Beaux-Arts (deutsch: Museum der Schönen Künste) ist das älteste Museum der Stadt Marseille. Es befindet sich im Palais Longchamp im 4. Arrondissement. Zur Sammlung gehören europäische Gemälde, Zeichnungen und Skulpturen vom 16. bis zum 19. Jahrhundert. Schwerpunkte der Sammlung sind Arbeiten von Künstlern aus der Region Provence-Alpes-Côte d’Azur.

## Geschichte

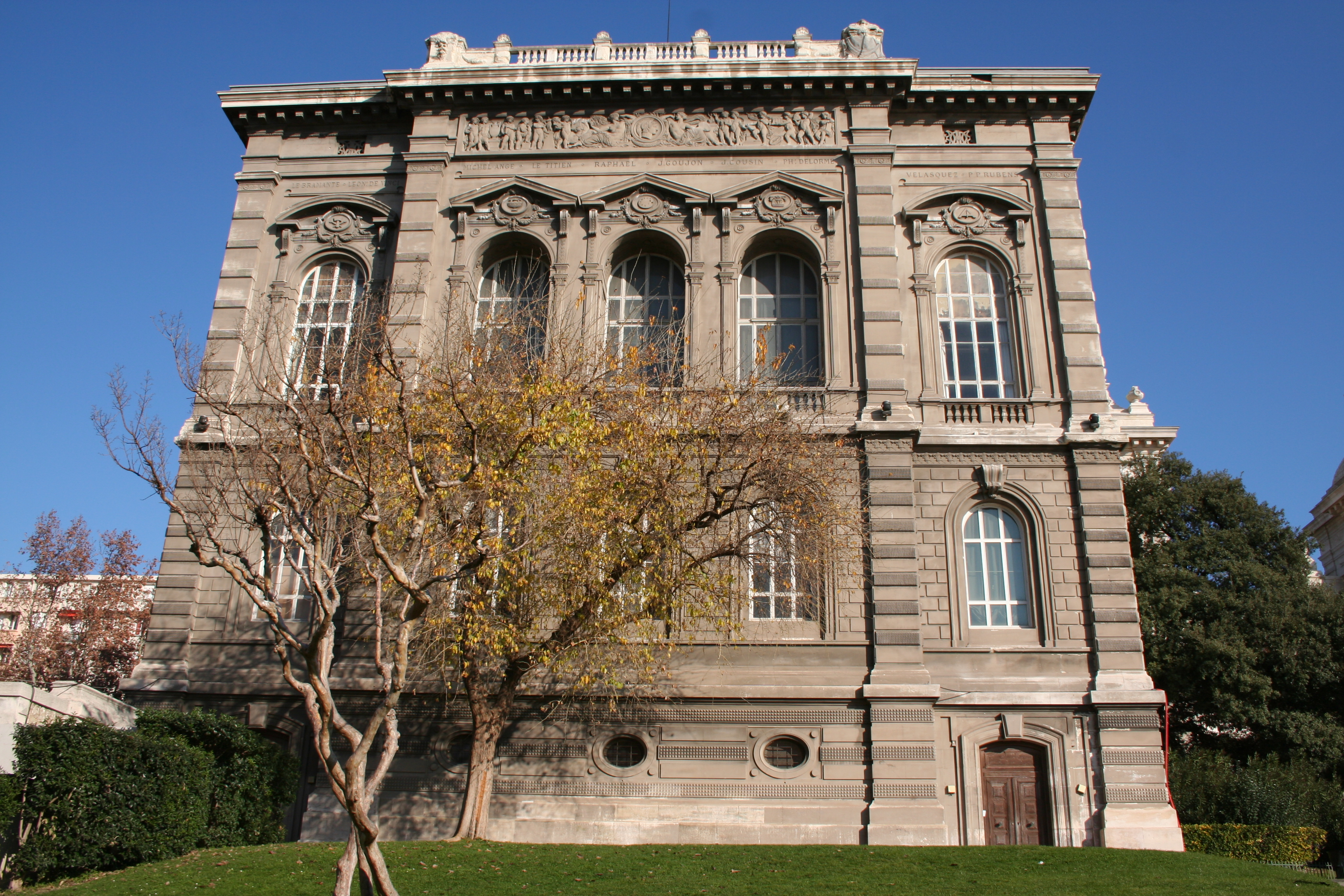
Fassade des Musée des Beaux-Arts

Das Musée des Beaux-Arts in Marseille entstand im Zuge der Französischen Revolution auf Initiative des Innenministers Jean-Antoine Chaptal. Durch den Chaptal-Erlass von 1801 kam es in Frankreich zur Gründung von insgesamt 15 Regionalmuseen, die Kunstschätze aus ehemaligem Kirchenbesitz und aus beschlagnahmten Privatsammlungen aufnehmen sollten. Die Gründung des Musée des Beaux-Arts in Marseille erfolgte 1802, wodurch es das älteste Museum der Stadt ist. Die Kunstwerke wurden ab 1804 zunächst in der Kapelle des Benediktiner-Klosters (Couvent des Bernardines) ausgestellt, bevor im Zweiten Kaiserreich ein Museumsneubau zur Verfügung stand. Das 1832–1869 nach Plänen des Architekten Henri-Jacques Espérandieu im Stil des Historismus errichteten Palais Longchamp beherbergt in einem Gebäudeflügel das Musée des Beaux-Arts, während im zweiten Gebäudeflügel das Muséum d’histoire naturelle (Naturhistorische Museum) untergebracht ist. Zur Fassadengestaltung des Musée des Beaux-Arts gehören Inschriften von Künstlern wie Michelangelo, Tizian, Raffael, Velázquez oder Rubens. Das Musée des Beaux-Arts wurde ab 2005 aufwändig saniert und die Innenräume neu gestaltet. Die Neueröffnung fand 2013 im Rahmen der Ausrichtung von Marseille als Kulturhauptstadt (Marseille-Provence 2013) statt.

## Sammlung
Die ersten Kunstwerke gelangten im Rahmen der Gründung des Museums aus staatlichen Zuweisungen nach Marseille. Später folgten weitere Kunstwerke durch Übereignung der französischen Regierung, hinzu kamen Schenkungen von Bürgern und Ankäufe durch die Stadt Marseille.
Zur Sammlung italienischer Barockmalerei gehören Bilder mit antiken Themen wie Cato von Utica verabschiedet sich von seinem Sohn von Giovanni Francesco Barbieri und biblische Themen wie Elija wird von den Raben ernährt von Giovanni Lanfranco, Der heilige Sebastian wird durch Irene gepflegt von Marcantonio Bassetti, Tobias heilt die Augen seines Vaters von Gioacchino Assereto, Toter Christus von Engeln betrauert von Giuseppe Vermiglio, Weihe der Jungfrau von Lavinia Fontana und Christus und die Ehebrecherin von Giovanni Domenico Tiepolo. Hinzu kommen weltliche Werke wie das Bildnis eine Mannes von Bartolomeo Passarotti, ein Porträt des Kardinals Alderano Cibo von Carlo Maratta oder die Ansicht Die Galerie des Kardinals Valenti Gonzaga von Giovanni Paolo Pannini.

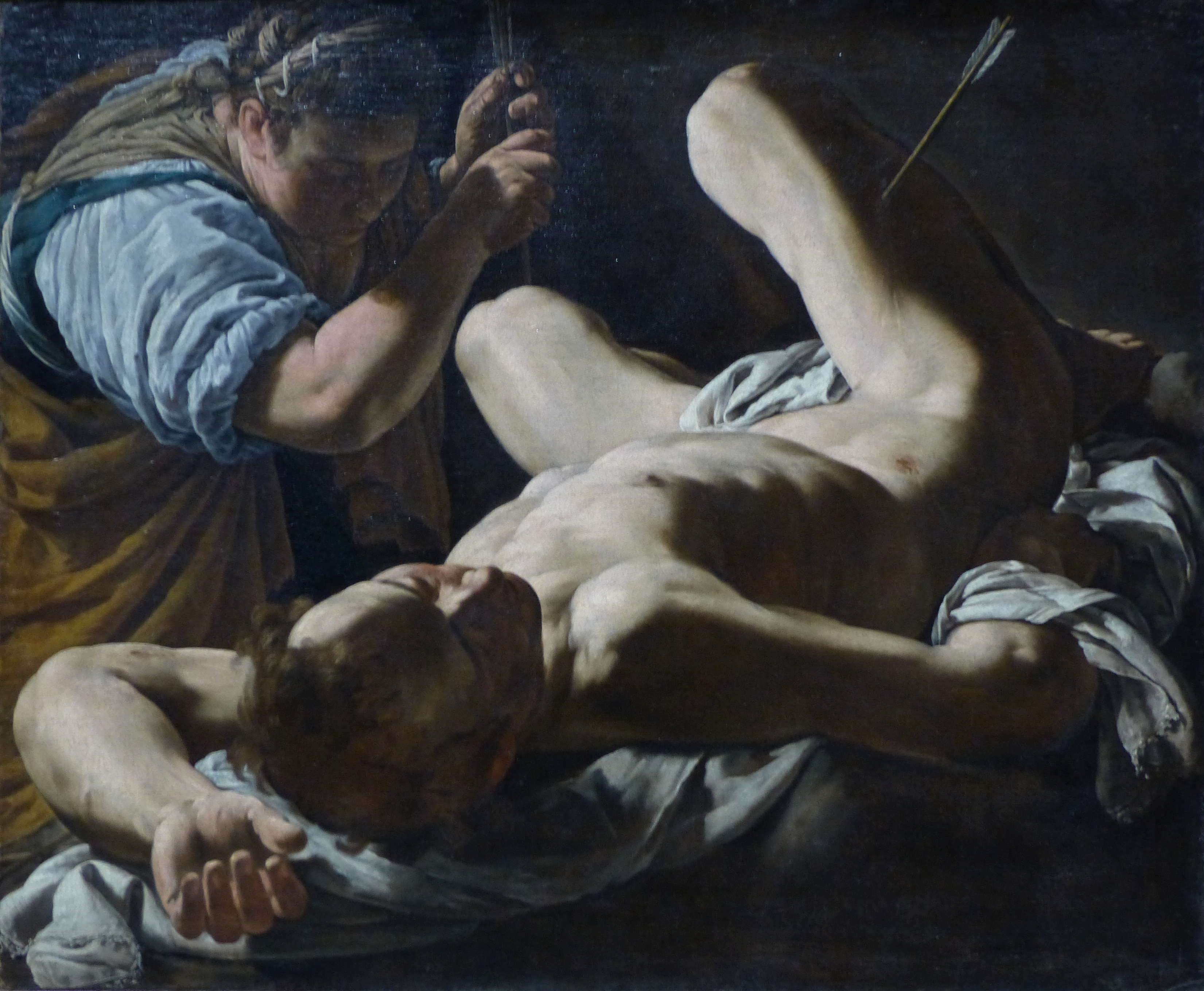
Marcantonio Bassetti: Der heilige Sebastian wird durch Irene gepflegt
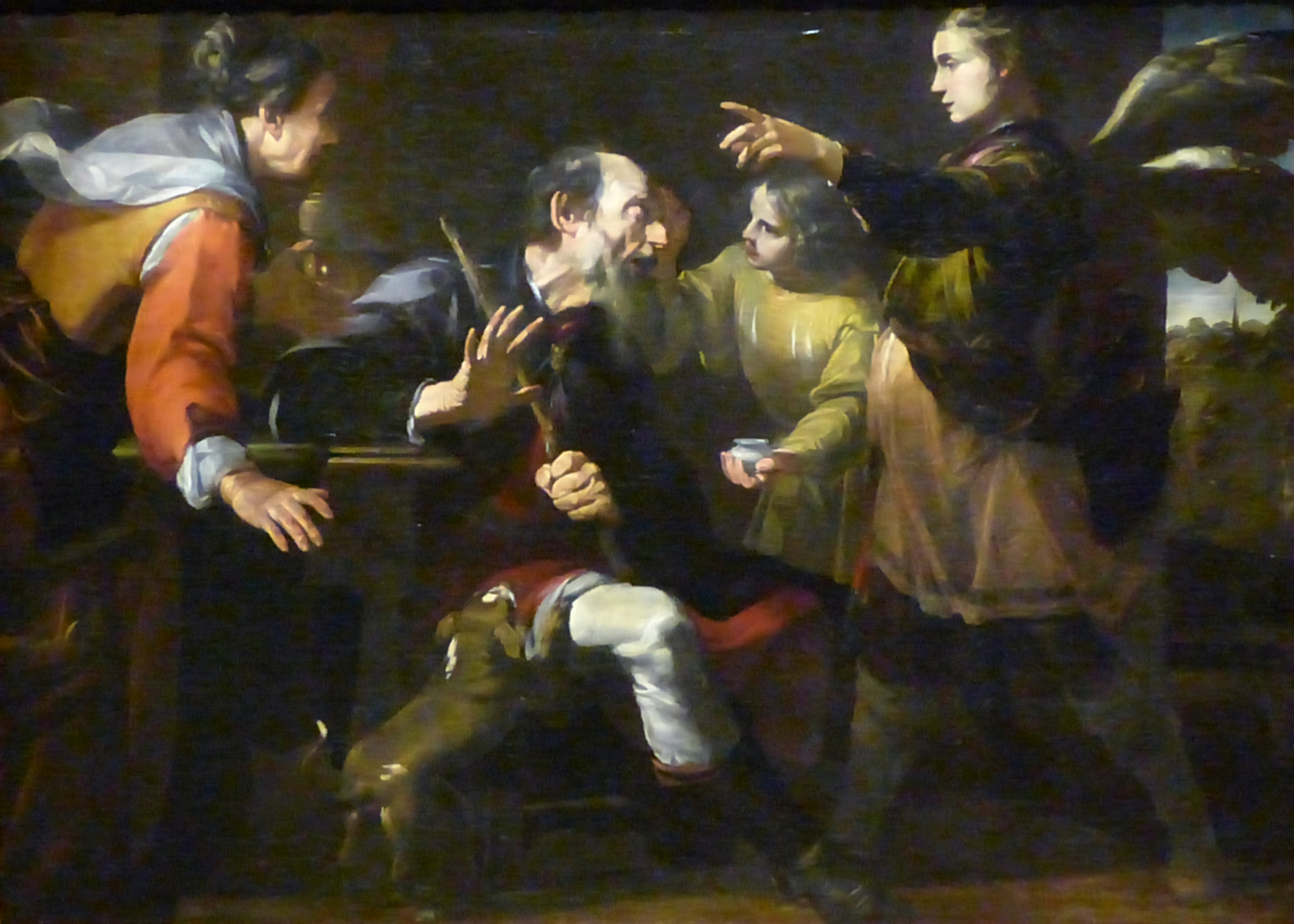
Gioacchino Assereto: Tobias heilt die Augen seines Vaters
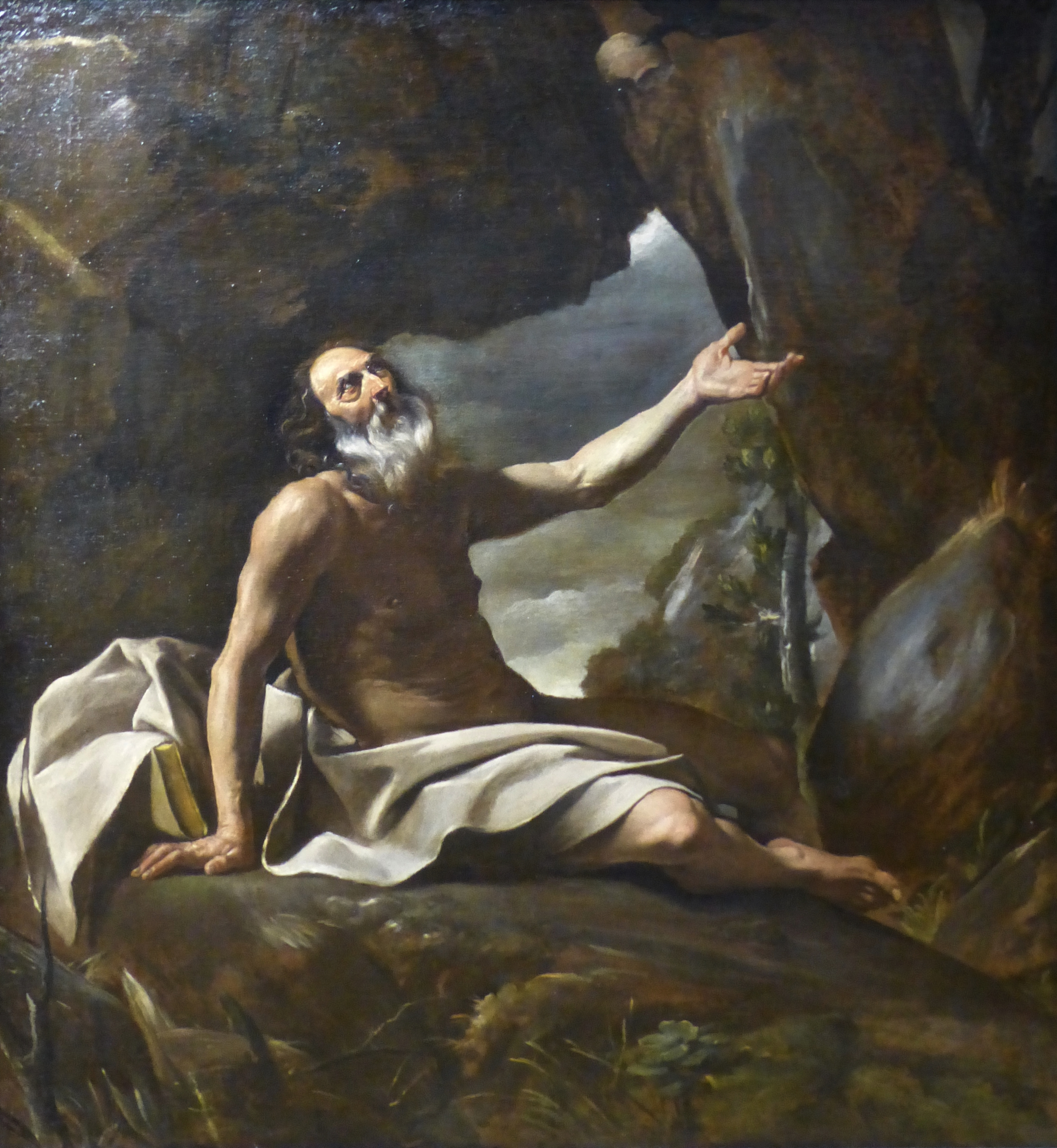
Giovanni Lanfranco: Elija wird von den Raben ernährt
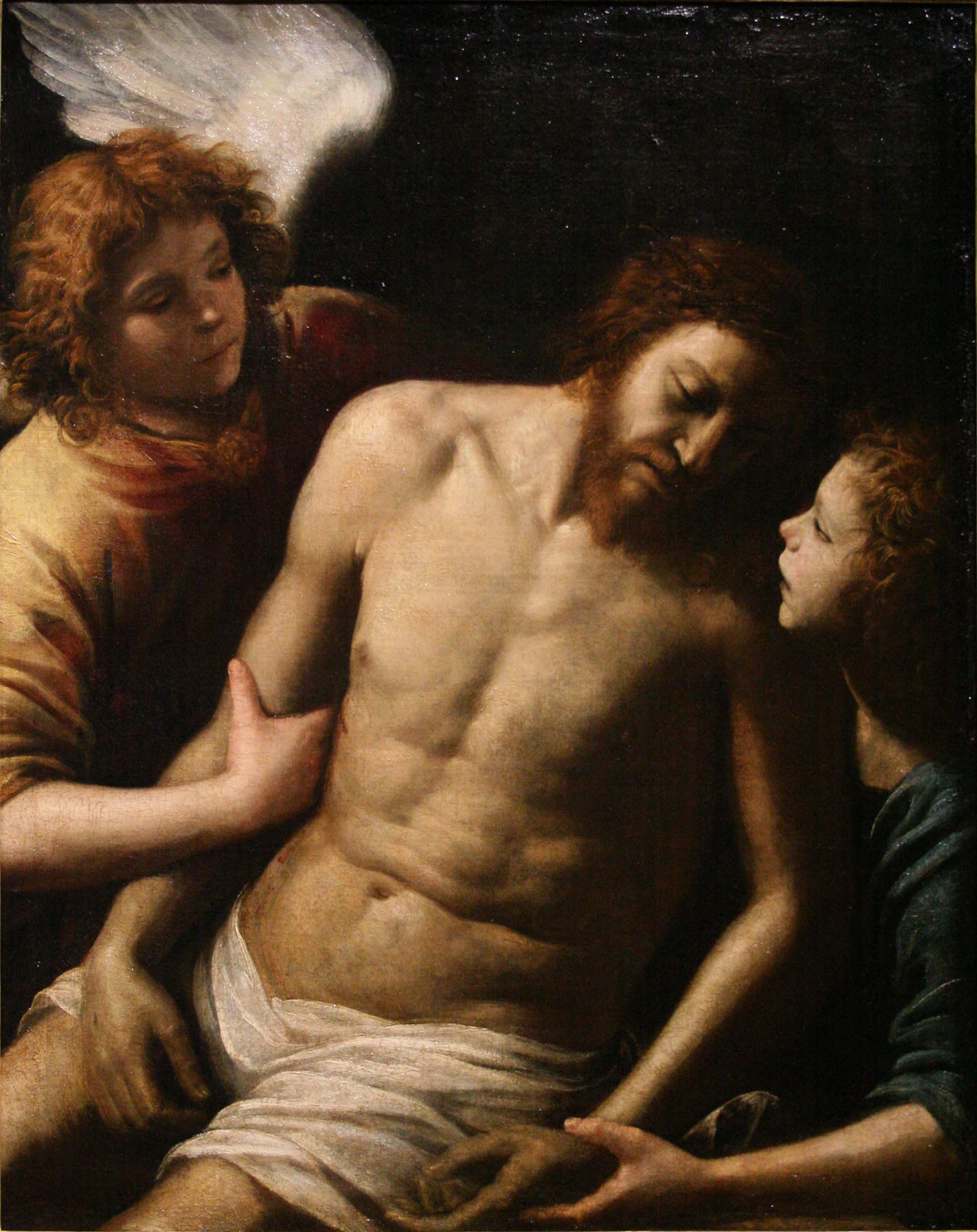
Giuseppe Vermiglio: Toter Christus von Engeln betrauert
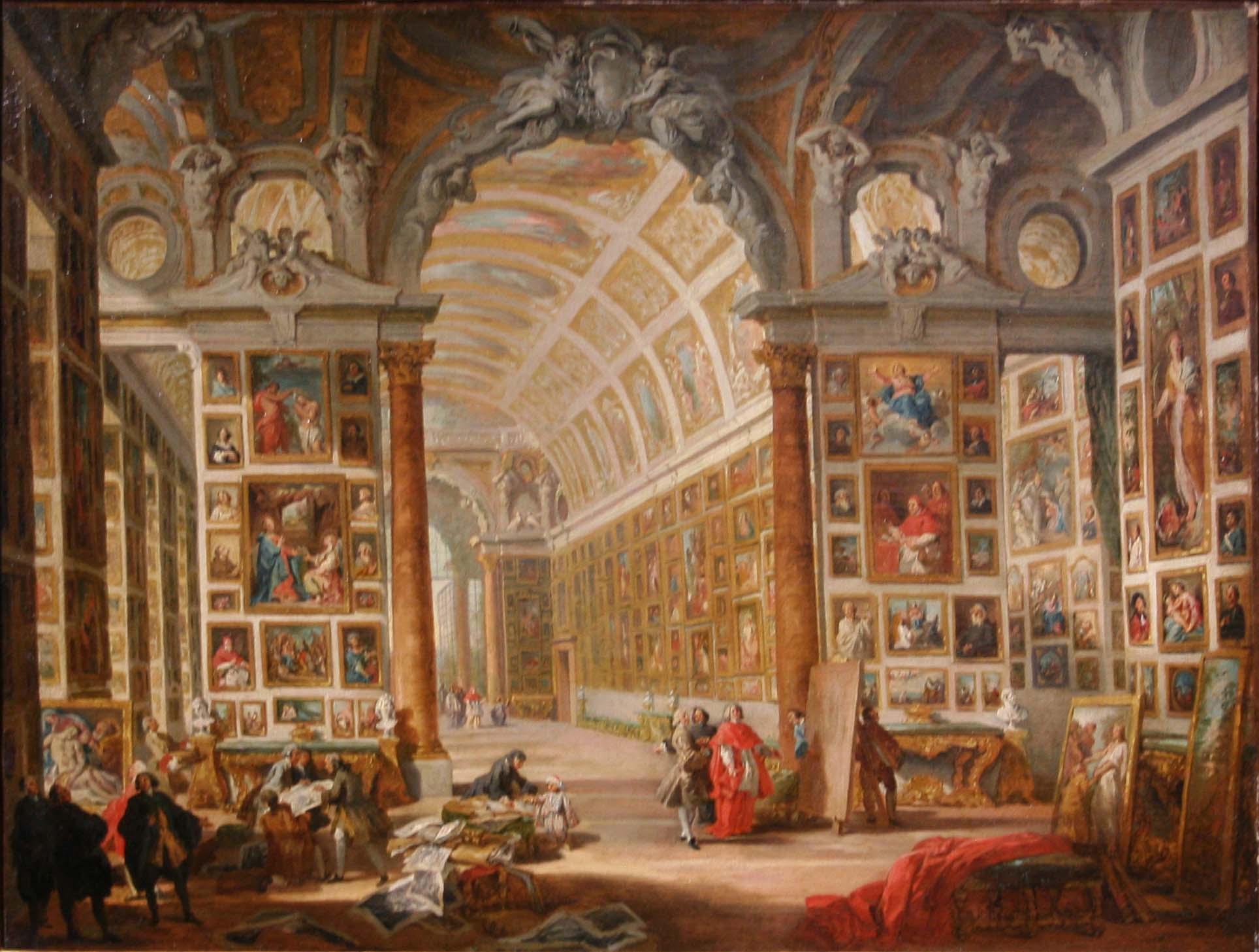
Giovanni Paolo Pannini: Die Galerie des Kardinals Valenti Gonzaga

Im Bereich der flämischen und niederländischen Malerei gehört Die Wildschweinjagd von Peter Paul Rubens zu den herausragenden Werken der Sammlung. Darüber hinaus gibt es eine Reihe von Bildnissen, wie das Porträt des Erzherzogs Albrecht von Habsburg von Frans Pourbus dem Jüngeren, Porträt eines Mannes von Michiel Sweerts oder zwei Porträts von Jan van Bijlert. Hinzu kommt ein Geheimnisvoller Fang von Jacob Jordaens oder ein König David von Matthias Stomer

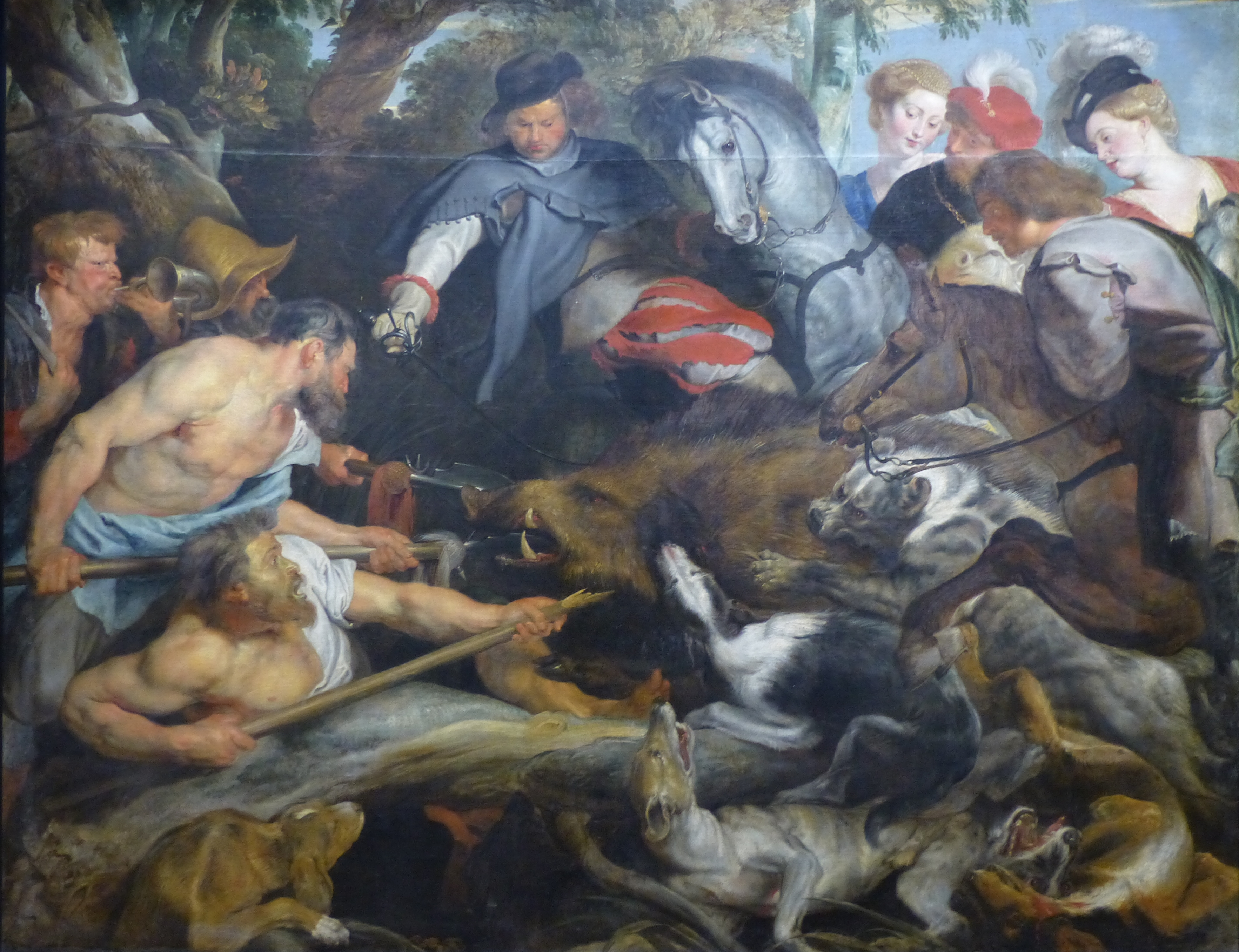
Peter Paul Rubens: Die Wildschweinjagd
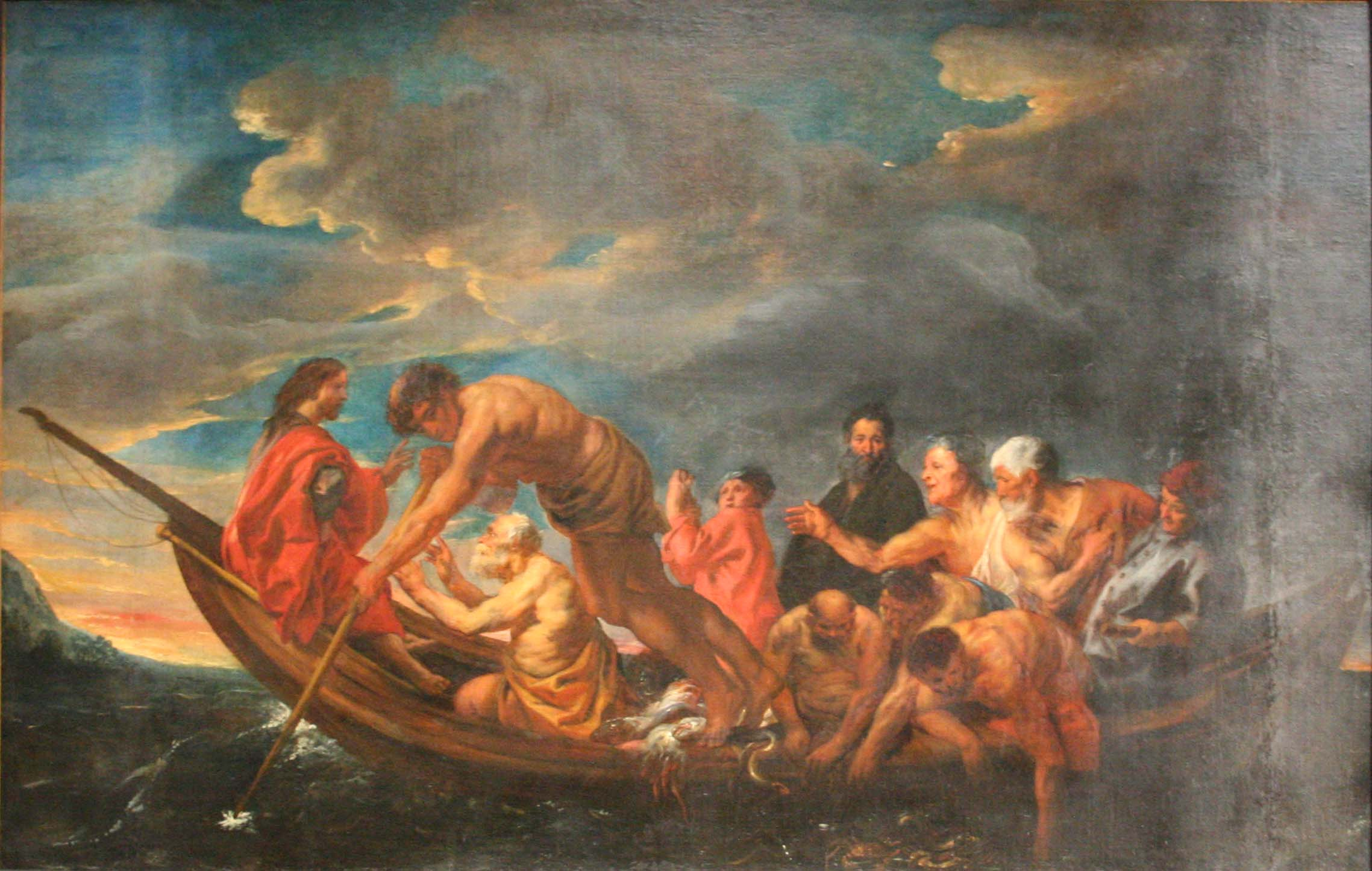
Jacob Jordaens: Geheimnisvoller Fang
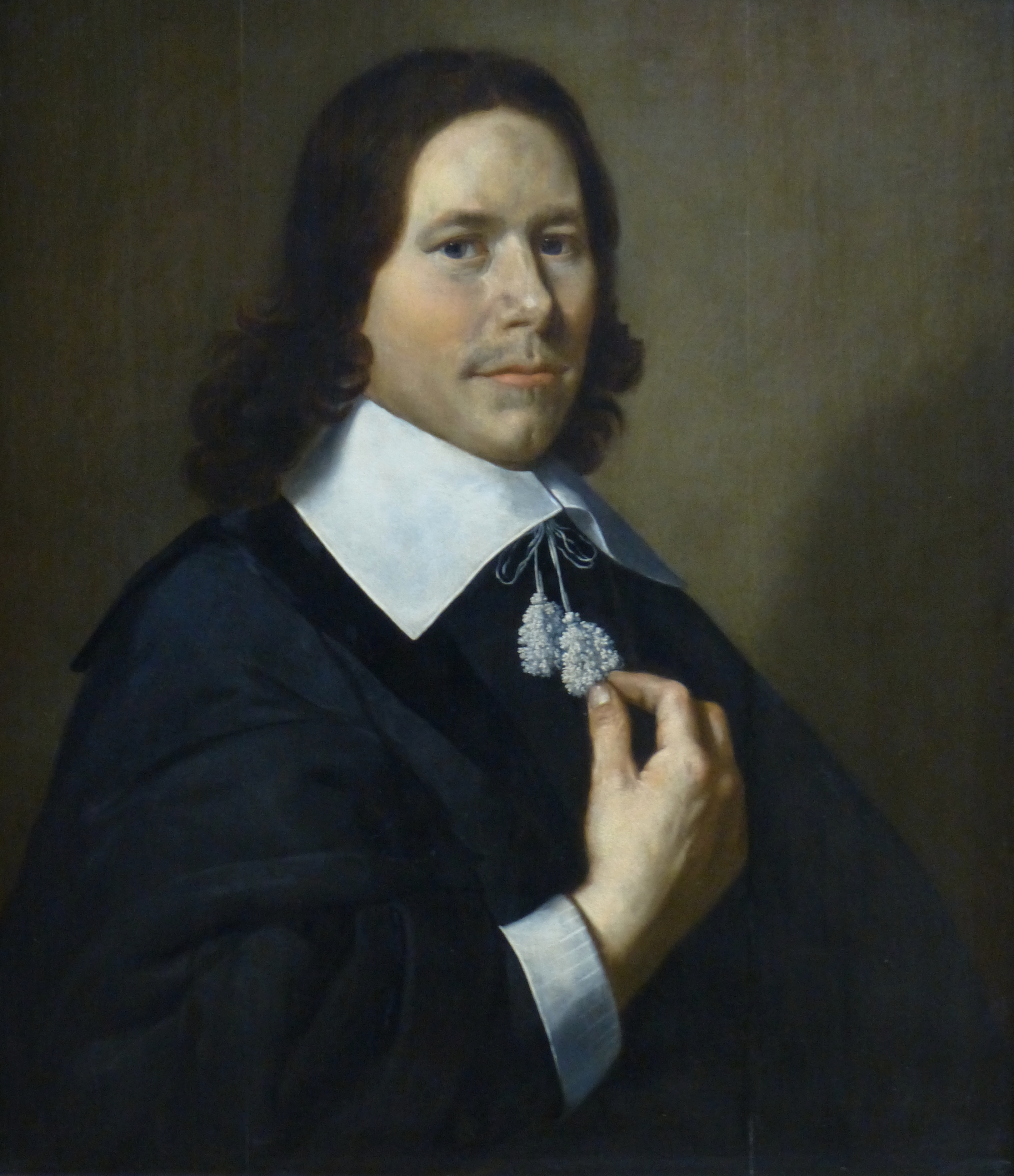
Jan van Bijlert: Porträt eines Mannes
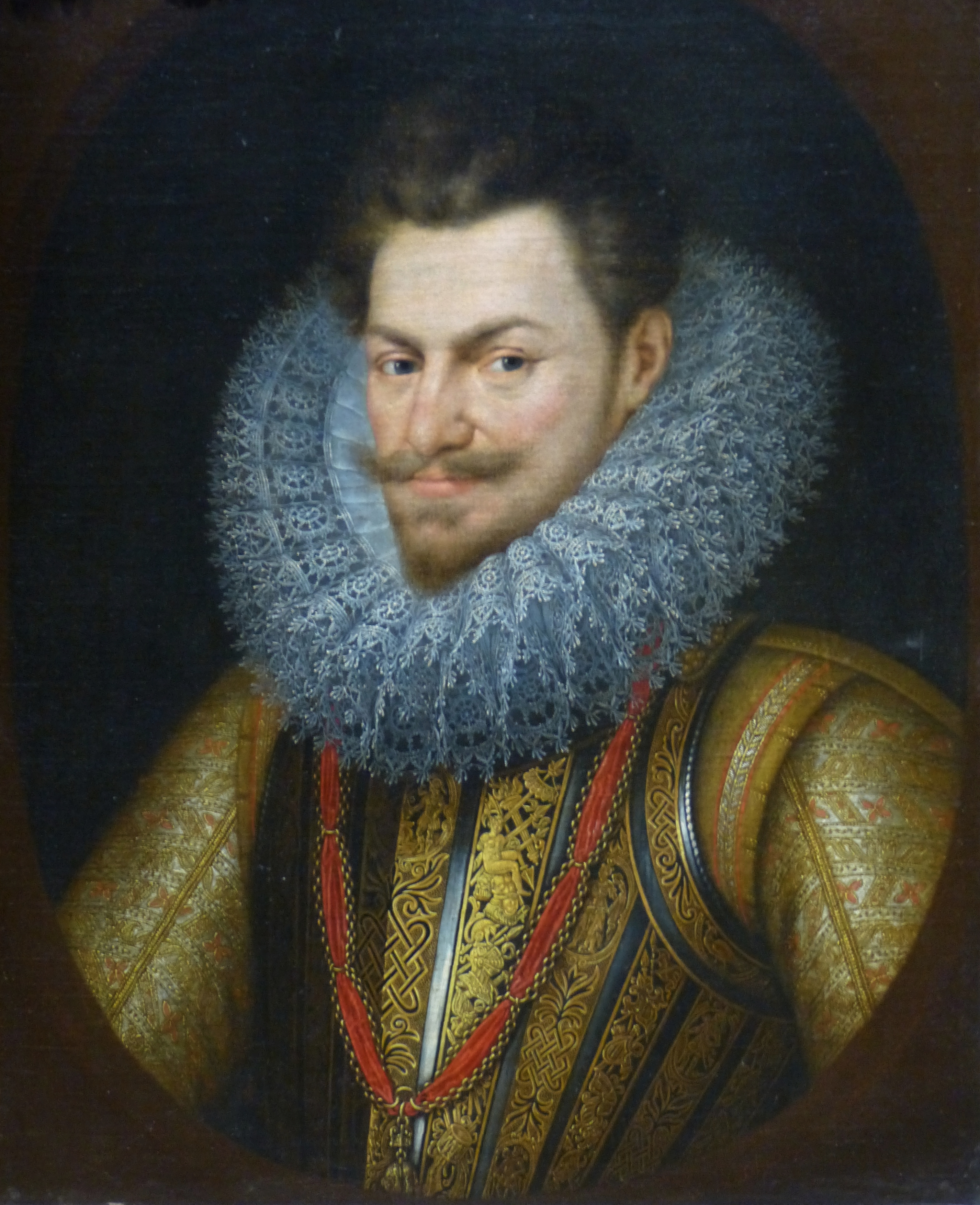
Frans Pourbus der Jüngere: Porträt des Erzherzogs Albrecht von Habsburg
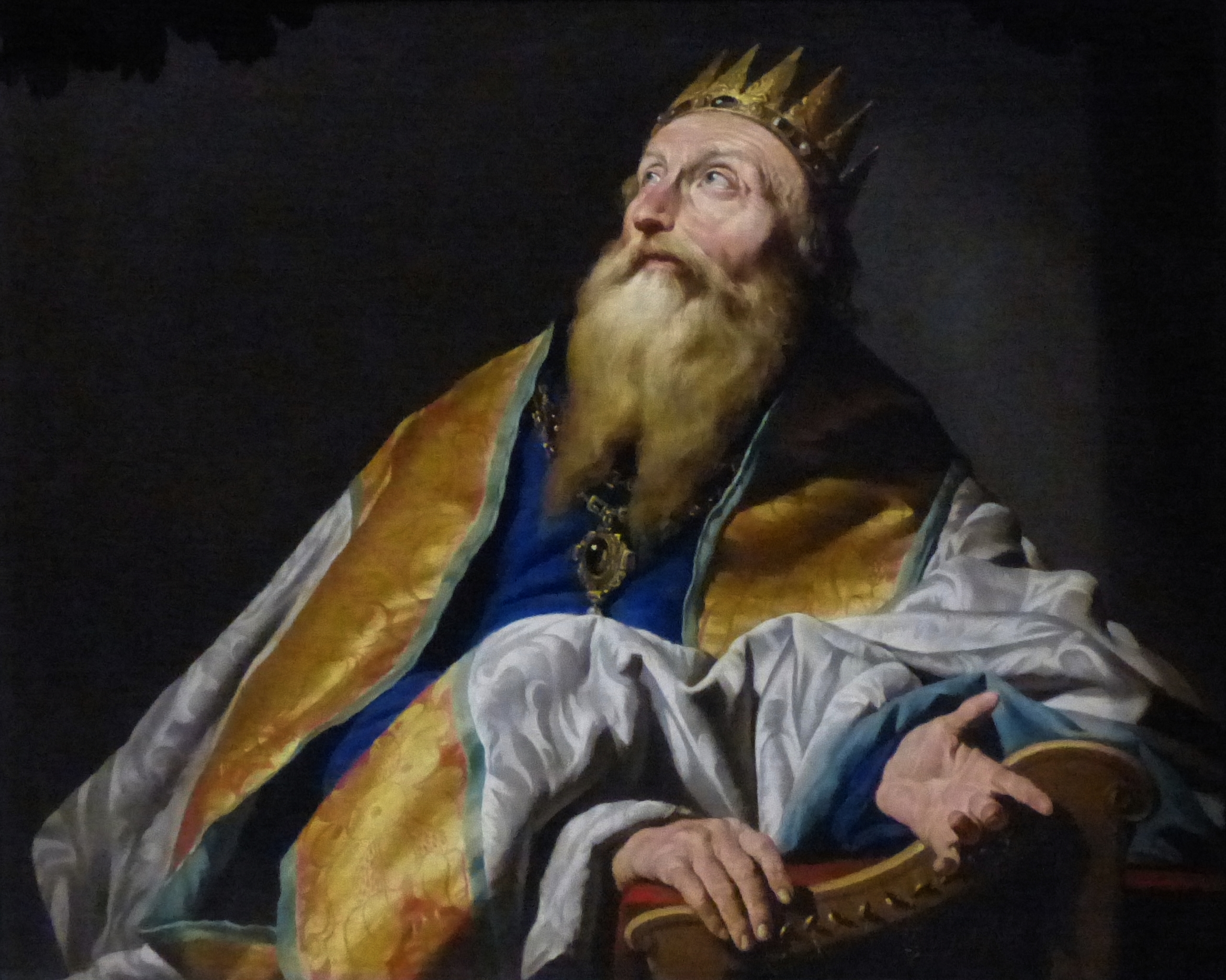
Matthias Stomer: König David

Besonders umfangreich ist die Sammlung mit Werken französischer Künstler. Beispiele für das 17. Jahrhundert sind religiöse Motive wie Die Himmelfahrt der Maria Magdalena von Philippe de Champaigne, Maria Magdalena in Verzückung von Louis Finson, Madonna mit einer Rose von Simon Vouet oder Darbringung der Jungfrau im Tempel von Eustache Le Sueur. Hinzu kommen Werke wie das mythologische Sujet Das Urteil des Midas von Noël Coypel, das Stillleben Vanitas von Simon Renard de Saint-André und Landschaftsbilder von Francisque Millet oder Nicolas Mignard. Ein eigener Raum ist dem in Marseille aktiven Maler und Bildhauer Pierre Puget gewidmet. Hier finden sich Skulpturen wie ein Faun und zwei Porträtbüsten von König Ludwig XIV. Zu seinen Gemälden in der Sammlung gehört eine Heilige Cäcilia und Die Erziehung des Achilles.

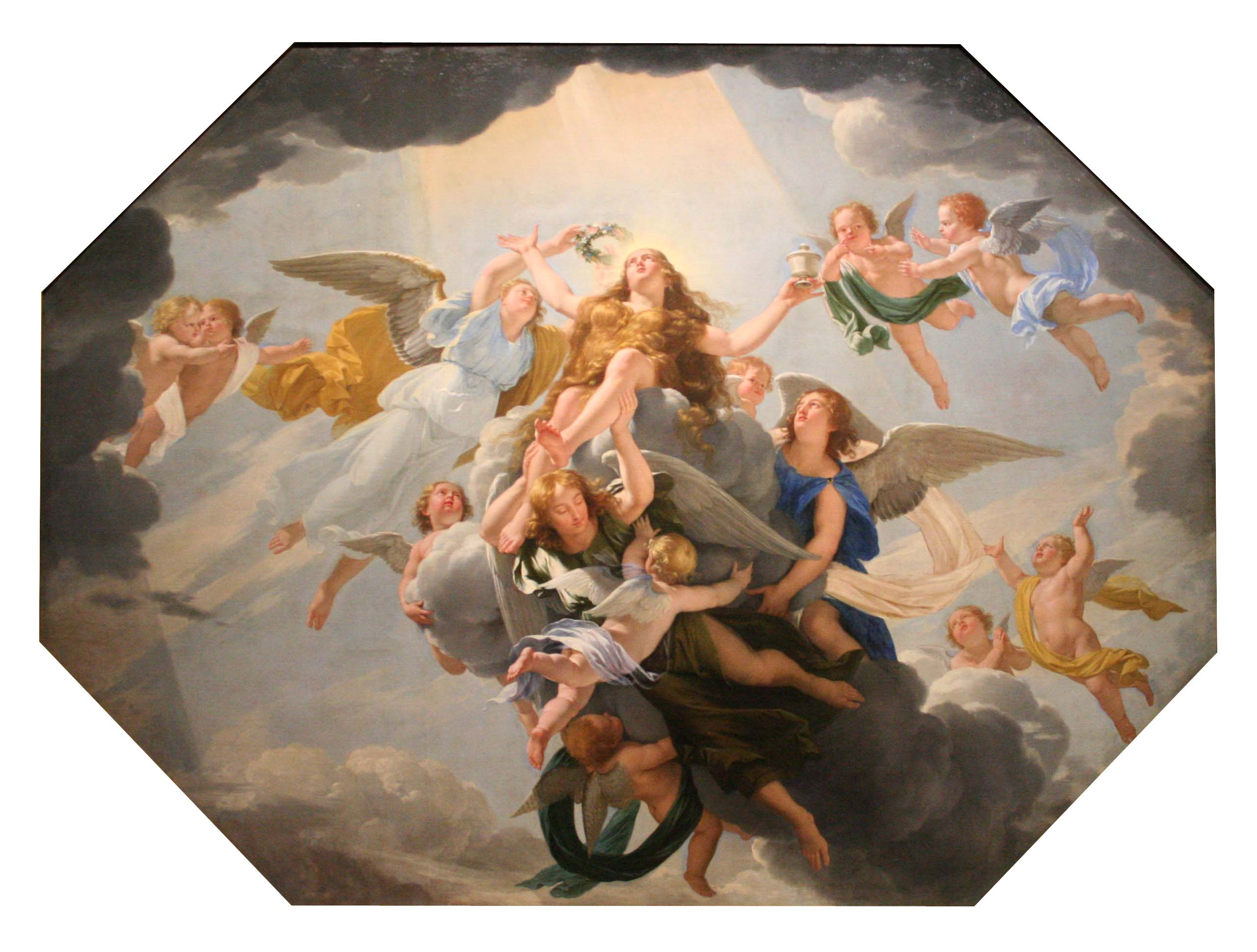
Philippe de Champaigne: Die Himmelfahrt der Maria Magdalena
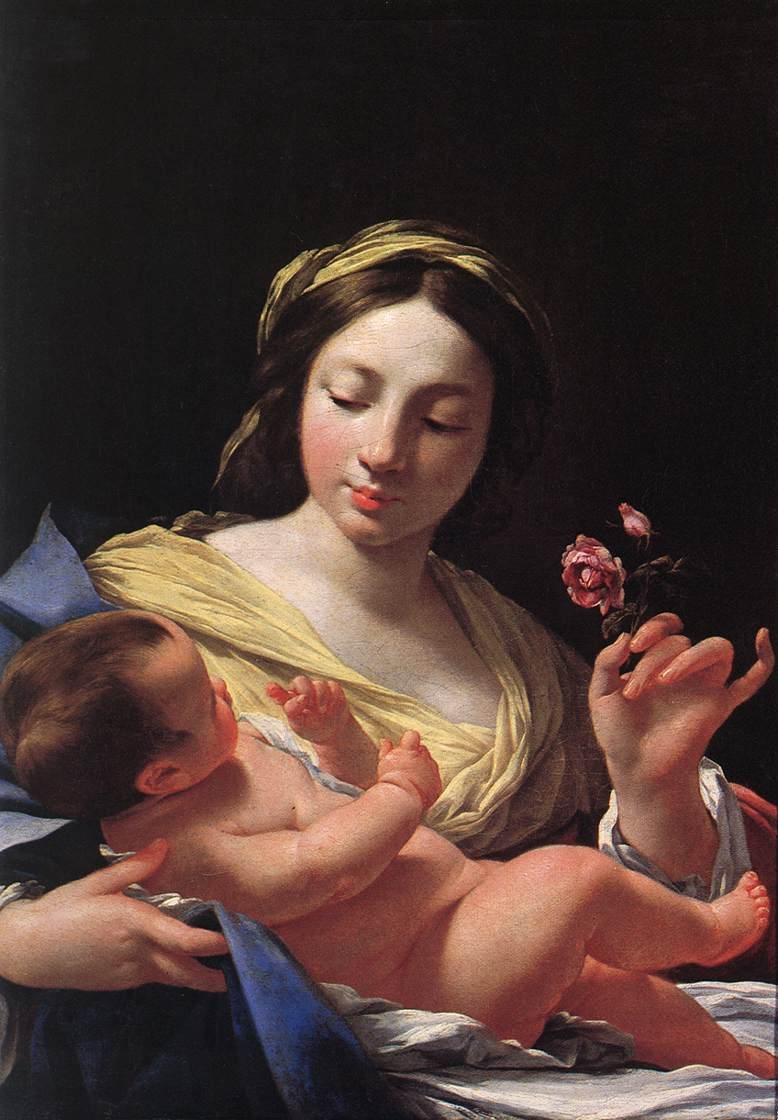
Simon Vouet: Madonna mit einer Rose
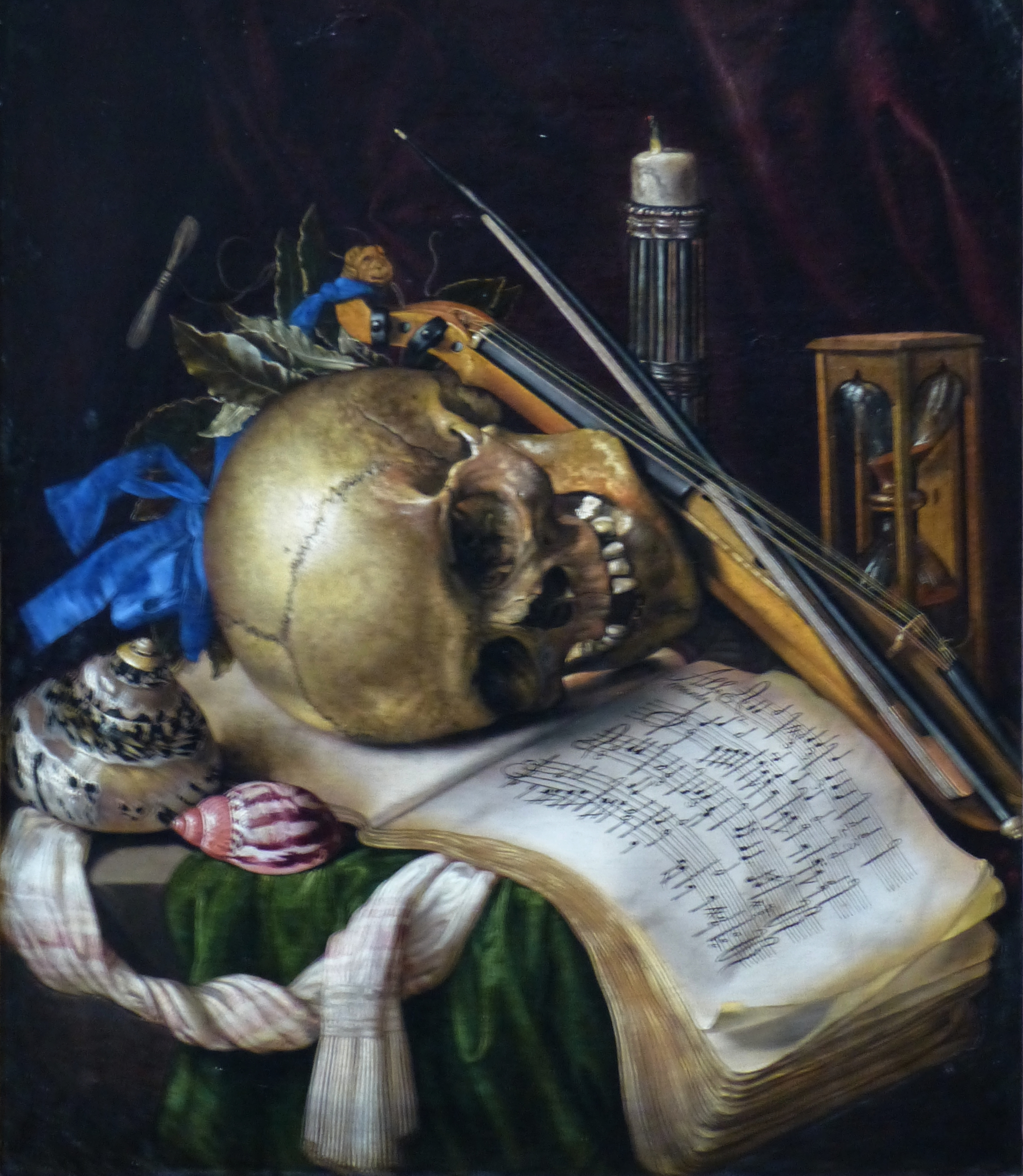
Simon Renard de Saint-André: Vanitas
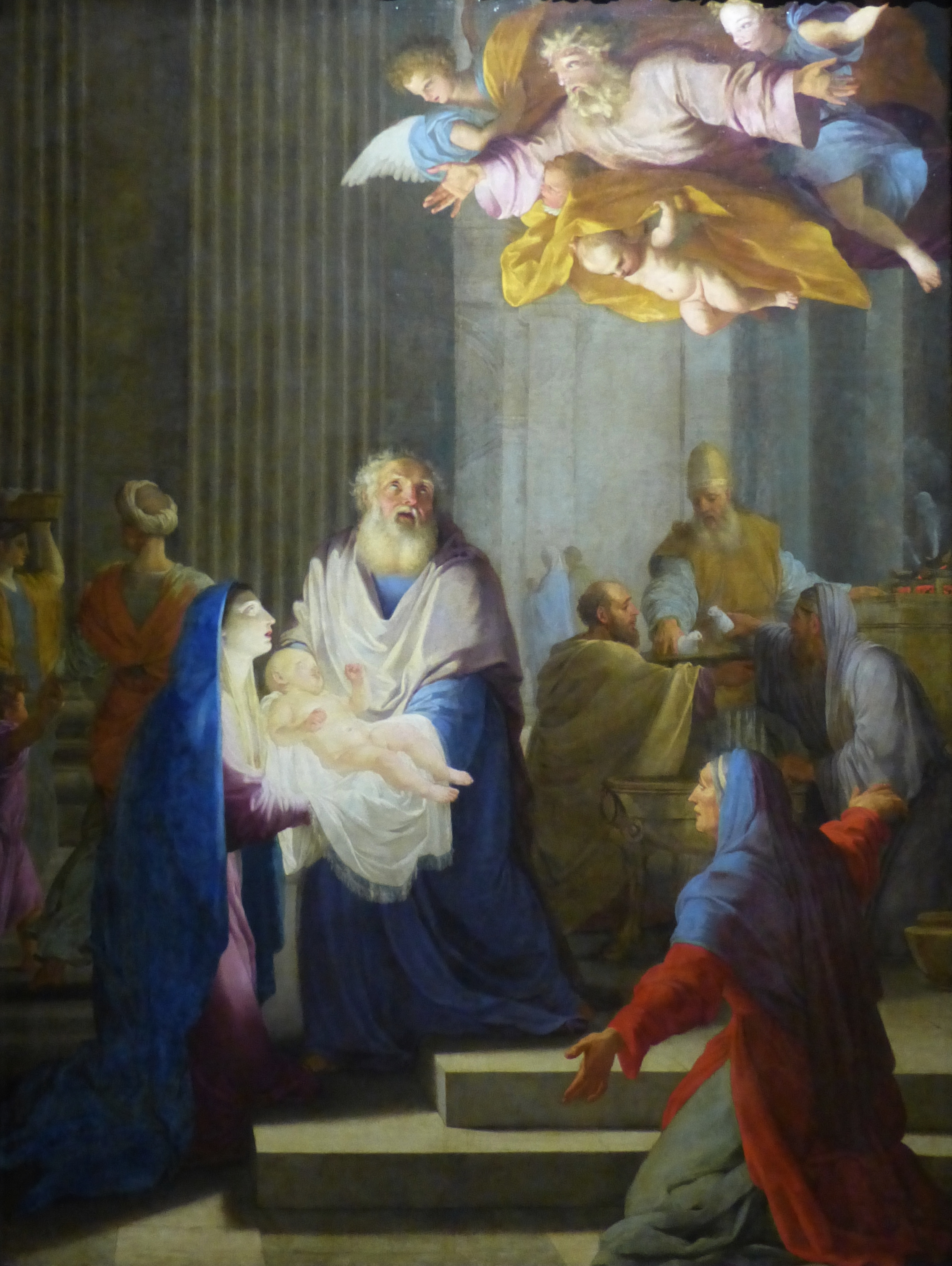
Eustache Le Sueur: Darbringung der Jungfrau im Tempel
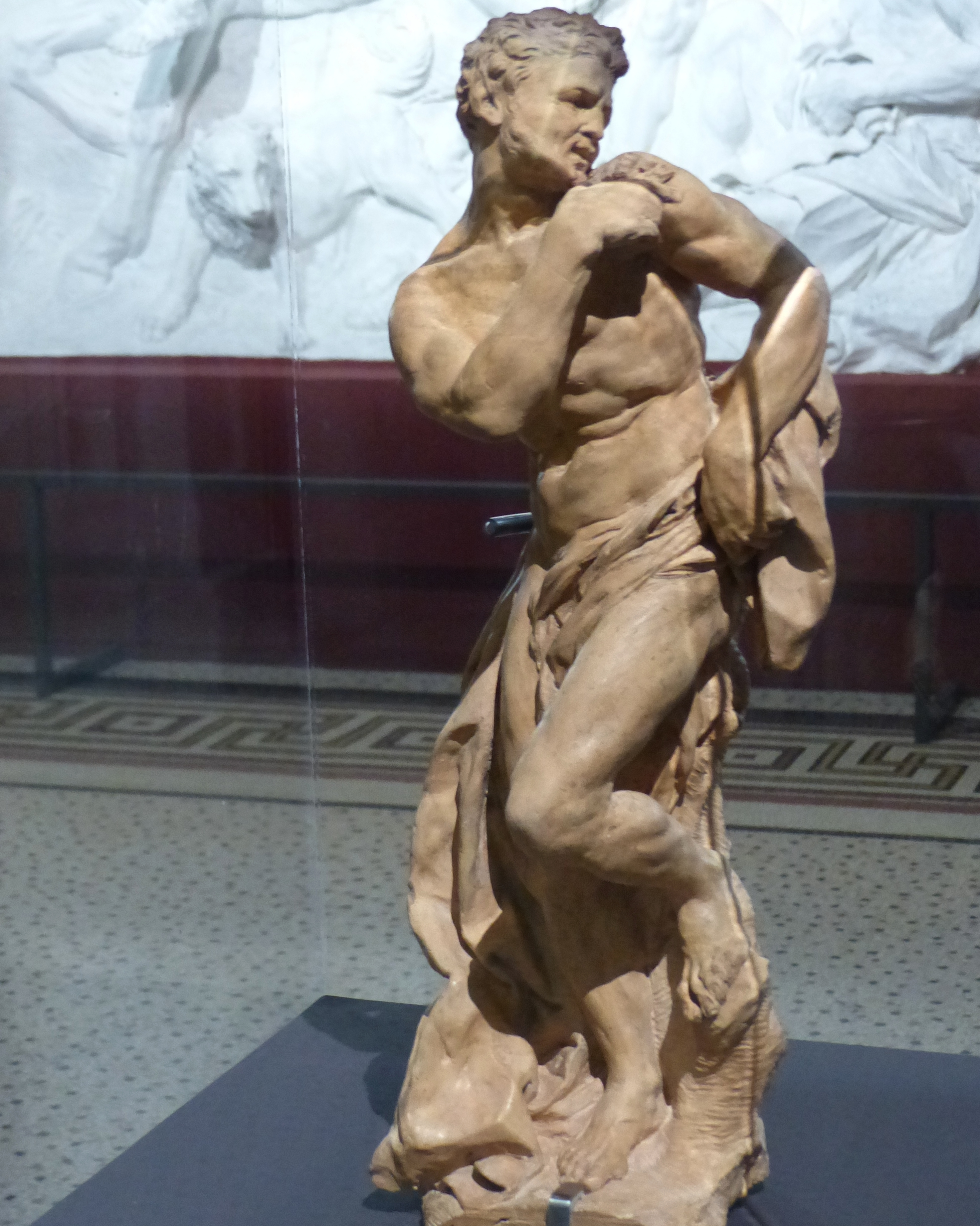
Pierre Puget: Faun

Die Malerei des 18. Jahrhunderts ist vertreten durch Werke wie Der heilige Rochus bittet die Jungfrau Maria um Heilung der Pestkranken von Jacques-Louis David, Der Sturm von Claude Joseph Vernet, Porträt des Comte Saint-Florentin von Louis Tocqué, Marquise de la Tournelle als Morgenröte von Jean-Marc Nattier, Die Herzogin von Orleans von Élisabeth Vigée-Lebrun oder das Porträt des Giuseppe Fravega von Anne-Louis Girodet-Trioson. Hinzu kommen Werke der in Marseille tätigen Michel Serre und Françoise Duparc oder des aus Aix-en-Provence stammenden Michel-François Dandré-Bardon. Gemälde aus dem 19. Jahrhundert sind beispielsweise Porträt der Madame Goldschmidt von Émile Auguste Carolus-Duran, Le Rêve von Charles Chaplin, Frauenbildnis von Eva Gonzalès, Porträt Henri Didier von Thomas Couture, Le cuisinier comptable von Augustin Théodule Ribot, Roter Hirsch im Wasser von Gustave Courbet, La Bouillie von Jean-François Millet, Blick auf Riva von Jean-Baptiste Camille Corot, Unterholz von Narcisso Virgilio Díaz de la Peña, Les Graves à Vilerville von Charles-François Daubigny. Hinzu kommen eine Reihe von Werken provenzalischen Künstler wie Émile Loubon, Paul Guigou, José Silbert, Félix Ziem oder des aus Marseille stammenden Adolphe Monticelli. Zu den bedeutenden Skulpturen des Museums gehören Le Ratapoil von Honoré Daumier und Die innere Stimme von Auguste Rodin.

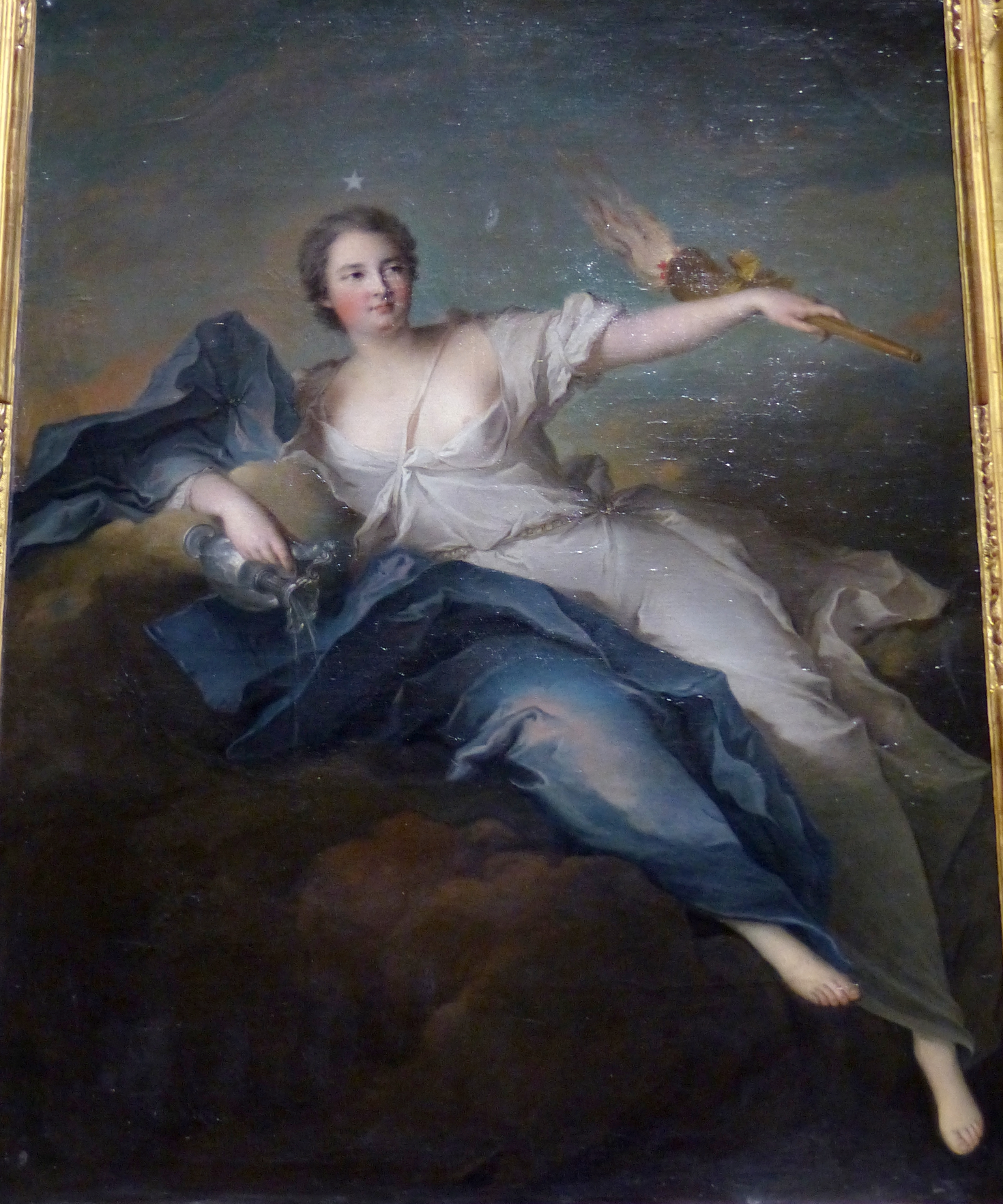
Jean-Marc Nattier: Marquise de la Tournelle als Morgenröte
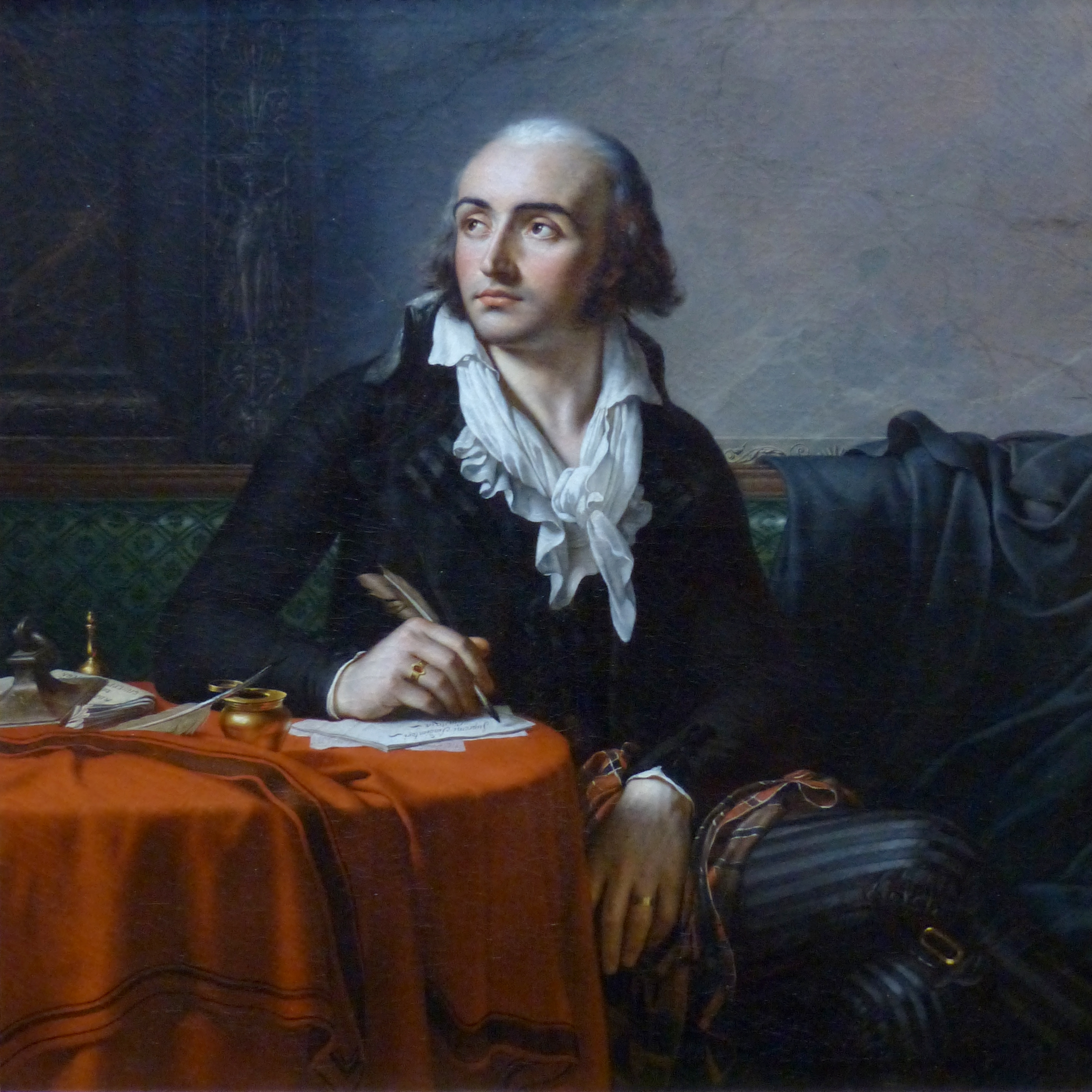
Anne-Louis Girodet-Trioson: Porträt des Giuseppe Fravega
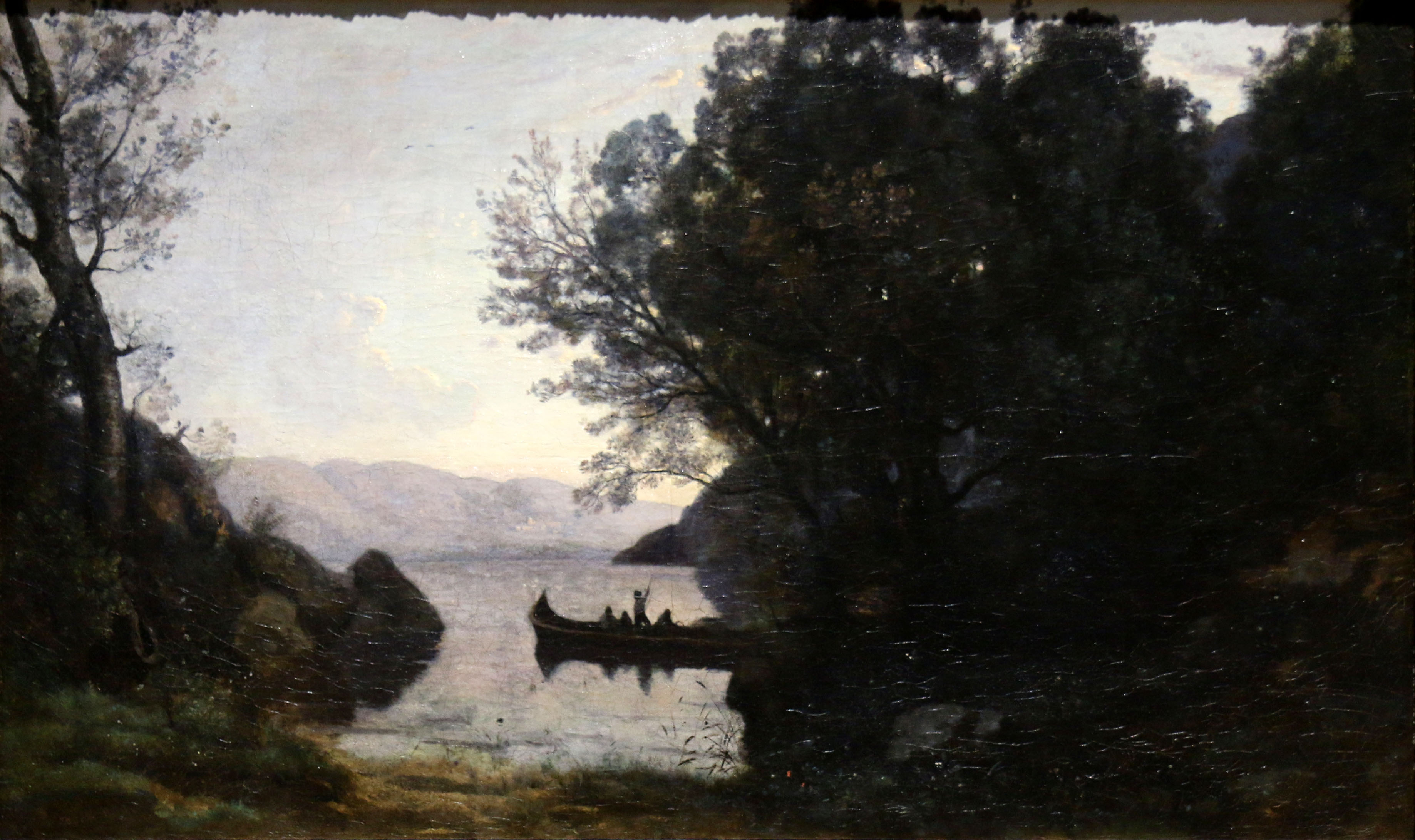
Jean-Baptiste Camille Corot: Blick auf Riva
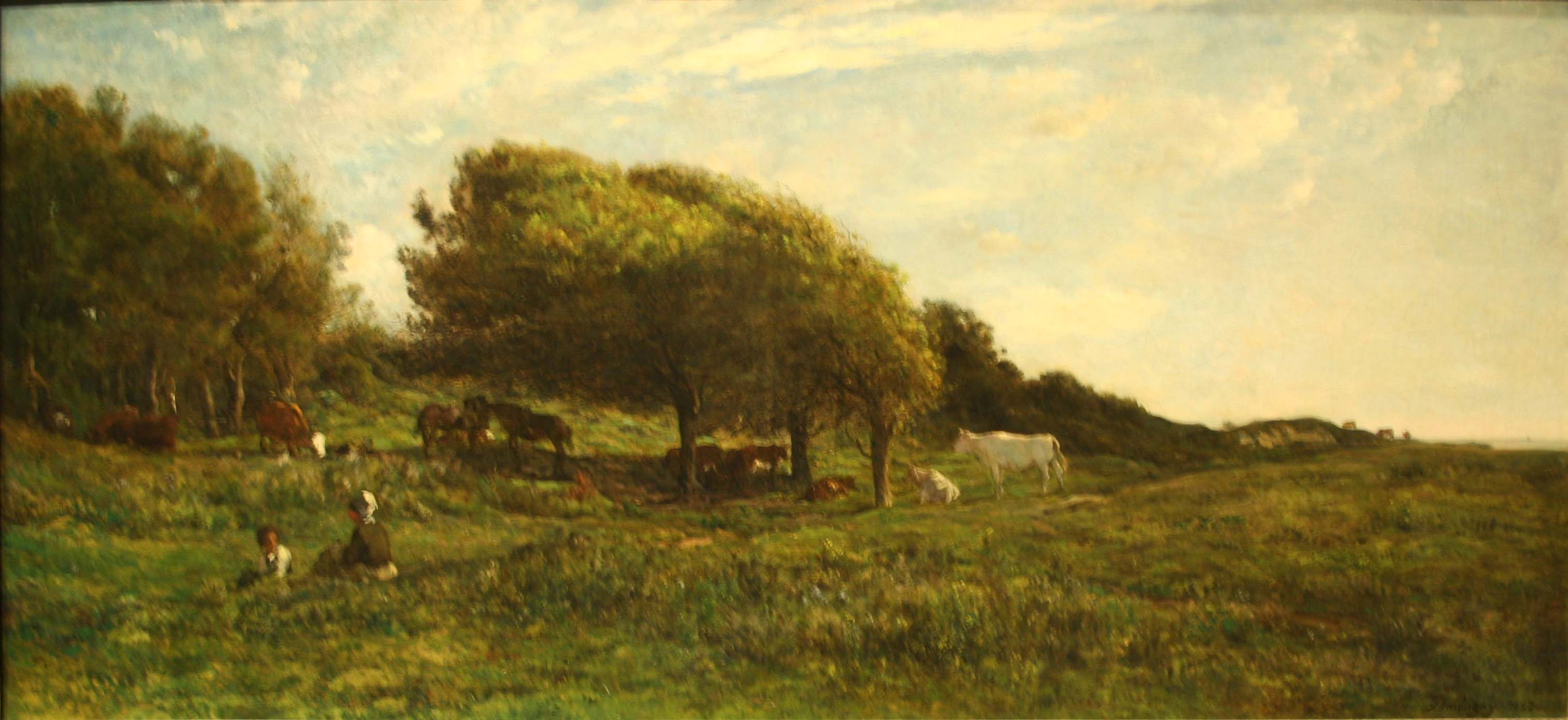
Charles-François Daubigny: Les Graves à Vilerville
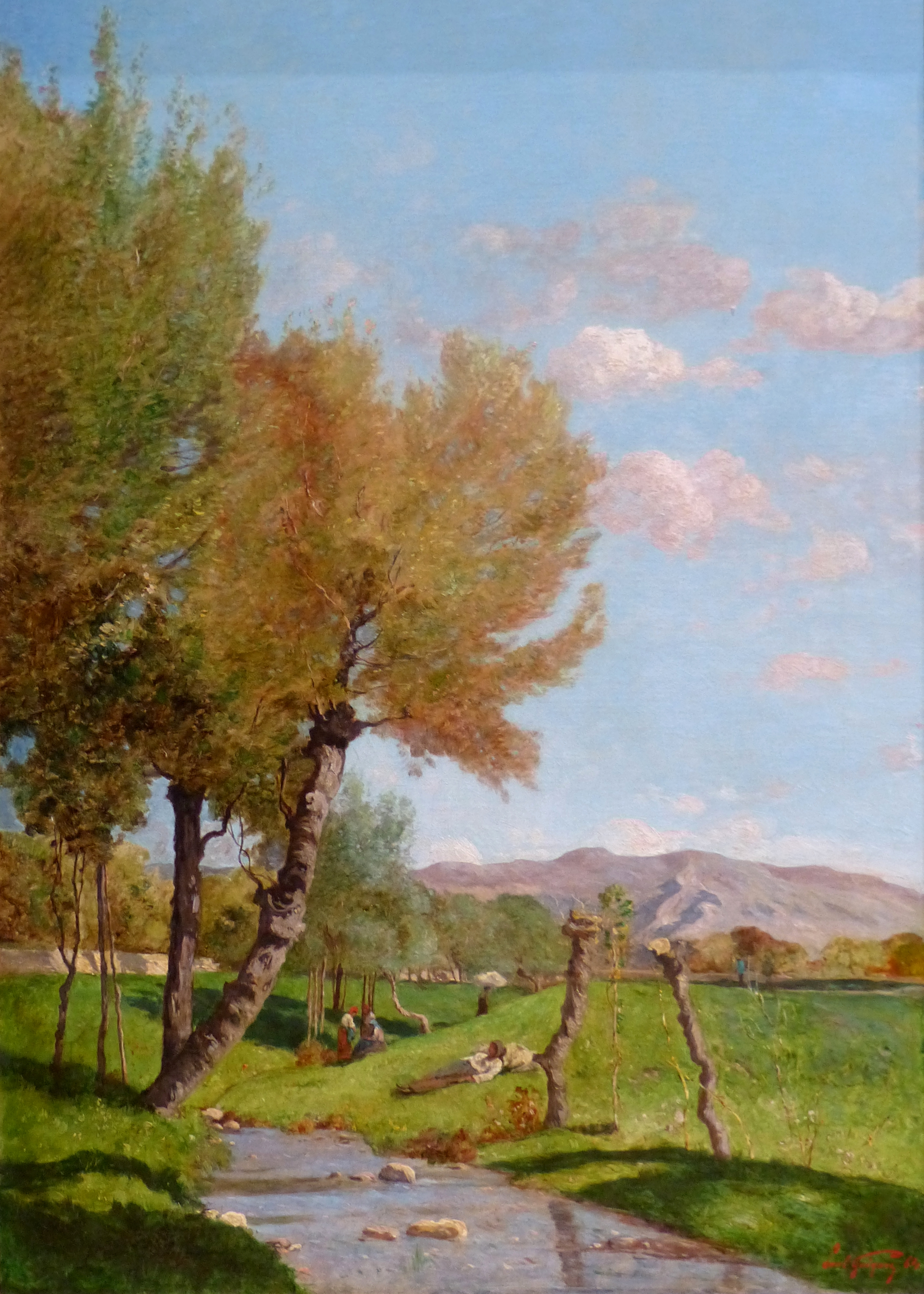
Paul Guigou: Die großen Weiden